# Robert Prizeman
Robert Gordon Prizeman (Lambeth, Londres, 1952-8 de septiembre de 2021) fue un compositor, director de orquesta y director de coro británico. Se dio a conocer a nivel mundial por ser el creador y director del coro Libera.

## Primeros años
Asistió al Real Colegio de Música de South Kensington y estudió órgano con Timothy Farrell y John Birch, y clave con Millicent Silver. A los 16 años se unió como corista y organista al coro de la Iglesia de San Felipe, en Norbury, y dos años después (en 1970), con solo 18 años, fue designado para dirigirlo, reemplazando a Alan Tonkin.

## Carrera
Desde 1985 ha sido el director musical del programa Songs of Praise de la BBC. En 1986 compuso el tema de cabecera del mismo, que fue publicado por Chester Music y Wilhelm Hansen.

### Libera
Prizeman entró a dirigir el coro de voces blancas de la parroquia de San Felipe en 1970. En 1987, decidió lanzar un sencillo titulado "Sing Forever", y dada la buena acogida que tuvo, edita otro al año siguiente,  "Adoramus". En 1988 el coro grabó su primer álbum comercial, titulado Sing for Ever bajo el nombre de St. Philips Choir (Coro de San Felipe).
Dos años después lanzaron otro álbum, New Day, con el nombre de Angel Voices, y luego grabaron otros cuatro álbumes bajo ese nombre.
Como es de esperar, los intérpretes originarios van siendo reemplazados por nuevas voces.
El proyecto va adquiriendo cada vez más repercusión. En 1999 lanzaron el disco Libera, álbum que toma el título de un exitoso sencillo que publicaron unos años antes (en 1995), y desde entonces el grupo pasó a denominarse de esa manera. 
En 2007, Libera se erigió como organización benéfica, y comenzaron sus actuaciones en televisión y radio. Ese mismo año, ganaron un premio del talent-show de la BBC When Will I Be Famous?, y celebraron un concierto doble de libre entrada en Países Bajos. También viajaron por primera vez a Estados Unidos para interpretar la canción de Brian Wilson Love and Mercy en la 30.º gala anual Kennedy Center Honors.
En 2008 organizaron su primera gira por Estados Unidos, a la que asiste Benedicto XVI durante su visita a América. En 2009 siguen organizando conciertos que, además de su país natal y Norteamérica, les llevarán a Irlanda y a Filipinas. 
La actividad de Robert Prizeman como director de Libera sigue hasta la actualidad. La última actuación de Libera en concierto ha sido durante julio y agosto de 2018 en Texas, y ese mismo año lanzaron un nuevo álbum: Beyond.
En lo que se refiere al estilo musical, Libera posee un sonido a la vez variado y característico, que parte de la música coral clásica de voces blancas e integra canto gregoriano, música clásica, new age, folk y pop, creando nuevas texturas musicales. Las canciones del grupo son composiciones originales de Prizeman o arreglos creativos de temas clásicos, tradicionales o contemporáneos, desde el Claro de Luna de Claude Debussy o el Himno de la Alegría de Beethoven, pasando por canciones del repertorio folclórico y popular (Los tres cuervos, God Rest Ye Merry, Gentlemen), hasta What a Wonderful World de Louis Armstrong o Orinoco Flow de Enya. De ordinario Prizeman compone teniendo en cabeza a algún solista determinado de Libera, cuyas voces y matices bien conoce. De esta manera, a través de las distintas canciones, abarca el rango de las voces de los chicos y enfatiza la variedad de cualidades de cada voz.
En cuanto a las letras, están sacadas de diversas fuentes, desde el repertorio tradicional, pasando por la liturgia latina, hasta canciones contemporáneas, además de poemas de la literatura británica o letras originales, escritas por el mismo Prizeman. En ocasiones cuenta con la colaboración de antiguos componentes del coro como es el caso de Steven Geraghty.